# Anton Maria Garbi
Anton Maria Garbi (Tuoro sul Trasimeno, 21 maggio 1718 – Perugia, 20 maggio 1797) è stato un pittore italiano.

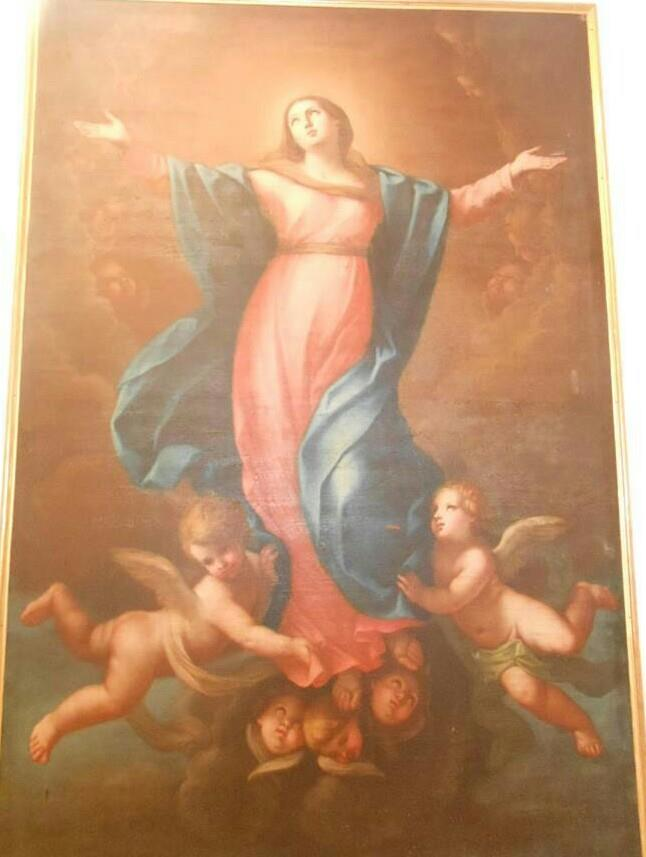
Madonna Assunta, Montefalco, Complesso museale di San Francesco

Allievo a Roma di Placido Costanzi, fu attivo prevalentemente in Umbria, sua terra natale. Pittore molto pratico nella pittura su tela, rispetto all'affresco, dipinse molti capolavori tra cui citiamo la Madonna Assunta del 1735 circa, copia dal Reni, conservata nel Complesso museale di San Francesco di Montefalco; la Presentazione al Tempio di Gesù conservata nella Chiesa del Buon Gesù dell'Isola Maggiore; la tela con Madonna col Bambino, Sant'Anna, San Gioacchino e San Francesco del 1744 conservata nella Chiesa di Sant'Anna di Deruta e la Morte di Sant'Andrea Avellino conservata Chiesa di Santa Maria sopra Minerva di Assisi.